# Катушев, Константин Фёдорович
Константи́н Фёдорович Ка́тушев (1 октября 1927, с. Большое Болдино, Нижегородская губерния — 5 апреля 2010, Москва) — советский партийный и государственный деятель, секретарь ЦК КПСС (1968—1977), заместитель председателя Совета министров СССР (1977—1982), председатель Государственного комитета СССР по внешним экономическим связям (1985—1988), министр внешних экономических связей СССР (1988—1991).
Член КПСС с 1952 года. Член ЦК КПСС (1966—1990). Депутат Верховного Совета СССР (1966—1984 и 1986—1989).

## Биография
Родился в учительской семье, русский. После окончания школы окончил Горьковский политехнический институт, где учился в 1945—1951 годах, инженер-механик. Был направлен на работу на Горьковский автомобильный завод (ГАЗ). («По окончании института он работает на автозаводе в конструкторском экспериментальном отделе инженером-механиком по гусеничным машинам и добивается таких успехов, что его назначают заместителем главного конструктора. Важным достижением молодого инженера стало создание плавающего бронетранспортёра ГАЗ-47».) С 1957 года на партийной работе: секретарь партбюро конструкторско-экспериментального отдела завода, с 1959 года второй секретарь Автозаводского райкома партии в Горьком, с 1961 года секретарь парткома ГАЗа.
В 1963—1965 годах первый секретарь Горьковского горкома КПСС, затем в 1965—1968 годах — Горьковского обкома КПСС.
С апреля 1968 по май 1977 года секретарь ЦК КПСС (по связям с соцстранами, странами — членами СЭВ, странами — членами Варшавского договора), одновременно с 1972 года заведующий Отделом ЦК КПСС по связям с коммунистическими и рабочими партиями социалистических стран.
В 1977 году утверждён заместителем председателя Совета министров СССР (отмечают, что «это было понижением по сравнению с должностью секретаря ЦК КПСС») — в 1977—1980 годах — постоянный представитель СССР в Совете экономической взаимопомощи, затем зампред Совета министров СССР — куратор деятельности министерств путей сообщения, морского флота, транспортного строительства, связи.
С 31 июля 1982 по 22 ноября 1985 года — чрезвычайный и полномочный посол СССР на Кубе.
В 1985 году назначен председателем Государственного комитета СССР по внешним экономическим связям.
В 1988—1991 годах — министр внешних экономических связей СССР, затем персональный пенсионер союзного значения.
В постсоветский период российской истории занимал руководящие должности в ряде коммерческих банков («Диамант», «ВИП-банк»).
Похоронен на Троекуровском кладбище Москвы.
Академик Международной академии духовного единства народов мира, академик и профессор Академии проблем безопасности, обороны и правопорядка.

## Награды
- 3 ордена Ленина (22.08.1966; 02.12.1971; 30.09.1977);
- Орден Октябрьской Революции (30.09.1987);
- Медали;
- Орден Солидарности Республики Куба;
- Ордена и медали МНР, Вьетнама, Афганистана.